# Post Swiss Team
El Post Swiss Team va ser un equip ciclista suís de ciclisme en ruta que va competir de 1996 a 2001.

## Principals resultats
- Melbourne to Warrnambool Classic: Daniel Schnider (1998)
- Milà-Torí: Niki Aebersold (1998)
- Viena-Rabenstein-Gresten-Viena: Niki Aebersold (1998)
- Tour de Berna: Markus Zberg (1998)
- Tour del llac Léman: Bruno Boscardin (2001), Steve Zampieri (2001)

### A les grans voltes
- Giro d'Itàlia
  - 0 participacions

- Tour de França
  - 0 participacions

- Volta a Espanya
  - 1 participacions (1998)
  - 2 victòries d'etapa:
    - 2 al 1998: Markus Zberg (2)

  - 0 classificacions finals:
  - 0 classificacions secundàries:

## Classificacions UCI
La següent classificació estableix la posició de l'equip en finalitzar la temporada.
| Temporada | Classificació per equips | Millor ciclista en la classificació individual |
| --------- | ------------------------ | ---------------------------------------------- |
| 1996      | 30è                      | Armin Meier (69è)                              |
| 1997      | 32è                      | Roland Meier (83è)                             |
| 1998      | 21è                      | Markus Zberg (27è)                             |
| 1999      | 13è (GSII)               | Sven Montgomery (193è)                         |
| 2000      | 18è (GSII)               | Marcel Strauss (214è)                          |
| 2001      | 25è (GSII)               | Martin Elmiger (331è)                          |